# Jalal ad-Din Rumi
Jalāl ad-Dīn Muhammad Rūmī (persisk: جلال‌الدین محمد رومی), også kendt som Jalāl ad-Dīn Muhammad Balkhī, Mevlânâ ("vores herre"), Mevlevî ("min herre") eller bare Rumi (født 30. september 1207 i Balkh, Afghanistan, død 17. december 1273 i Konya, Tyrkiet) var en persisk digter, mystiker, filosof og grundlægger af sufi-ordenen Mevlevi-ordenen – også kaldet de dansende dervisher.
Hans største værk, Mesnevi, rummer 25.000 digte. Mange af dem er oversat, og Rumi har været den mest læste digter i USA.
Rumis grav i Konya besøges hvert år af mange turister og pilgrimme, og de dansende dervisher bruges nu i vid udstrækning af Tyrkiets turismeindustri.